# Nomarca
El nomarca era el governant d'un nomós de l'antic Egipte. Els nomarques van sorgir dels clans formats al Neolític, esdevenint senyors territorials sota una autoritat suprema després de la unificació d'Egipte.
El càrrec era hereditari o vinculat sempre a les mateixes famílies, però quan el poder central era fort, el faraó nomenava els nomarques sense seguir necessàriament l'ordre hereditari. Quan el poder central no podia controlar el país els nomarques es feien més independents i poderosos i s'establia una línia hereditària; alguns nomarques van aprofitar aquestes circumstàncies per a engrandir o embellir les seves capitals. Alguns van aspirar fins i tot a la corona egípcia. El nomarca residia a la heka het, i tenia un emblema que el distingia dels altres; els nomarques tenien les seves festes i celebracions locals, i prohibicions rituals i alimentàries específiques.
Hi havia 22 nomarques a l'Alt Egipte i 20 al Baix Egipte.